# 圖穆斯拉河
圖穆斯拉河（Tumusla River），是玻利維亞的河流，位於該國南部，河道全長303公里，集水區面積21,096平方公里，流經波托西省和丘基薩卡省，最終注入皮科馬約河。